# Earl Van Dorn
Earl Van Dorn (Claiborne megye, Mississippi, 1820. szeptember 17. – Spring Hill, Tennessee, 1863. május 7.) Andrew Jackson elnök unokahúgának fia és az Amerikai Egyesült Államok hadseregének tisztje volt. Harcolt a mexikói–amerikai háborúban, küzdött számos bennszülött indián törzs ellen és az amerikai polgárháború nyugati hadszínterén, valamint a Mississippintúli hadszíntéren vezérőrnagyi rangban független hadseregparancsnoki beosztásig emelkedett. 
A polgárháborúban tábornoki rangban a Mississippintúli hadszíntérre vezényelték. 1862 márciusának elején a Pea Ridge-i ütközetben megtámadott egy magáénál kisebb létszámú uniós hadsereget, de részben mert utánpótlást szállító szekereit a gyorsabb haladás érdekében hátrahagyta, az ütközetet fel kellett adnia. Átfagyott és nélkülöző katonái részben hazaszéledtek, vagy elszakadtak a hadseregtől, hogy élelmet találjanak. 1862 októberében a második corinthi ütközetben a felderítés elhanyagolása miatt ismét vereséget kellett elkönyvelnie, s ennek következtében eltávolították beosztásából. Lovassági portyázóként azonban két jelentős sikert ért el. 1862 decemberében elfoglalta Holly Springst és Ulysses S. Grant vezérőrnagy hadtápbázisát felégetve meghiúsította annak Vicksburg elleni indított hadjáratát. 1863 márciusában a Thompson állomás melletti ütközetben pedig John Coburn ezredes teljes dandárját sikerült bekerítenie és megadásra kényszerítenie.
1863 májusában Spring Hillben felállított főhadiszállásán hátulról fejbelőtte egy orvos, aki azt állította, hogy Van Dorn viszonyt folytatott a feleségével. Van Dorn pár órán belül belehalt fejsebébe.

## Fiatalsága és katonai pályafutásának kezdete
Van Dorn a claiborne megyei Port Gibson közelében született Mississppi államban. Anyja Sophia Donelson Caffery, Andrew Jackson elnök unokahúga volt, apja pedig Peter Aaron Van Dorn ügyvéd és bíró. Peter az állami törvényhozás mellett dolgozott és hozzájárult az újonnan létesített állami főváros, Jackson terveinek kimunkálásához. Nyolc testvére született, hat fiú és két lány, Emily és Octavia. A család befolyásos és tehetős volt, de Earl apja 1836-ban meghalt és így a família kenyérkereső nélkül maradt. Earl iskoláztatását csak úgy lehetett megoldani, ha annak költségét az állam állja. 1838-ban Van Dorn beiratkozott a West Point katonai akadémiára. Andrew Jacksonhoz fűződő rokoni viszonya biztosította számára a felvételt. West Point elitiskolai követelményeket támasztott; ennek viszonylatában nem volt éltanuló, melyet a hiányosságok és a fegyelmezetlenség miatt kiszabott 183 büntetőfeladata jellemzett. A megrovások oka között szerepelt a feljebbvalónak való szalutálás elmulasztása, dohányzás a körletben, istentiszteletről való hiányzás és társai profanitásának meg nem büntetése. 1842-ben a 68 végzős kadét közül az 52. tanulmányi eredménnyel végzett. Évfolyamában végzett James Longstreet is, az 55. eredménnyel.
1842. július 1-jén címzetes hadnagyi rangot kapott a 7. gyalogezrednél és megkezdte az Egyesült Államok déli államaiban folytatott szolgálatát. Első állomáshelye a Louisiana állambeli Fort Pike erődje volt, majd 1843-ban rövid időre áthelyezték az Alabama állambeli Mobile mellett épült Fort Morganbe. Ugyanebben az évben helyőrségi szolgálatra rendelték a Mobile-tól kb. 30 km-re északra levő Mount Vernon Arsenal fegyverraktárba. Ekkor ismerte meg a 16 éves Martha Caroline Godboldot, akit udvarias, félénk és visszahúzódó, kislányszerű hölgynek írtak le. Van Dornt egy mobile-i újságíró úgy jellemzete, mint „a csúnya férjek és vén papák rettenete” és ennek megfelelően falta a nőket. Rövid udvarlás után, 1843 decemberében elvette a lányt feleségül, de Carrie szülei ragaszkodtak hozzá, hogy lányuk a családi farmon maradjon. Carrie így házasságuk 20 éve alatt sohasem kísérte el Van Dornt állomáshelyeire, mint a tisztfeleségek általában. Két gyermekük született, az ifjabb Earl Van Dorn, és Olivia. Mobile-ból 1844-ben a Florida állambeli Pensacolába vezényelték. Pensacolai szolgálata idején, 1844. november 30-án megkapta a tényleges hadnagyi rangot.

### A mexikói háború
Van Dorn a 7. gyalogezred kötelékében Texasban szolgált, mikor 1845–46-ban az Amerikai Egyesült Államok okkupálta ezt a területet, és a háborúhoz vezető feszültség idején Fort Texas (későbbi nevén Fort Brown) erődjét védte Brownsville mellett, mely az Egyesült Államok legdélebbi települése. Az erőd ostromában a zászlót egy lövedék ellőtte. Van Dorn önként jelentkezett, hogy a falakon kívülre esett lobogóért kirohanjon és száz métert futva a golyózáporban sikeresen visszahozta.
Van Dorn 1846. szeptember 21-23-án részt vett a monterreyi ütközetben és az 1847. március 9. és 29. között megvívott Vera Cruz ostromában. 1847 elején átvezényelték Winfield Scott tábornok parancsnoksága alá és március 3-án előléptették főhadnaggyá. Van Dorn bátran harcolt a mexikói csatatereken és ennek elismeréseképpen két címzetes előléptetéssel jutalmazták. Április 18-án címzetes századossá léptették elő a Cerro Gordó-i ütközetben teljesített szolgálatért, majd augusztus 20-án címzetes őrnaggyá léptették elő a Mexikóváros környéki bevetésekért, melyek a contrerasi és a churubuscói ütközetet, valamint a Belén-kapui ütközetet foglalták magukba. Szeptember 3-án Mexikóváros közelében megsebesült a lábán, majd szeptember 13-án a Belén-kapu megrohamozása közben ismét sebesülést szenvedett.

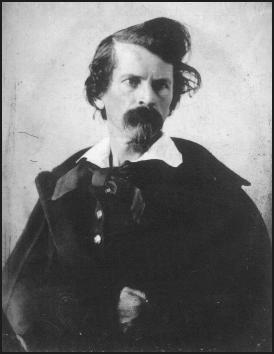
Van Dorn fiatalon

A mexikói háború után 1847. április 3-tól 1848. május 20-ig P. F. Smith címzetes dandártábornok hadsegédje lett. 1848-tól 1849-ig a 7. ezreddel együtt Baton Rouge helyőrségében szolgált, majd áthelyezték a Missouri állambeli St. Louis környékén levő Jefferson Barracks kaszárnyába. 1849-től 1850-ig részt vett a szeminolok elleni háború aktuális felvonásában, majd ezután 1851-ig toborzással bízták meg.
1852-től 1855-ig Van Dorn East Pascagoulában állomásozott, ahol a helyi katonaotthon titkára, majd pénztárnoka volt. 1855-ben átköltözött New Orleansbe és ismét toborzómunkát végzett, ezt követően pedig visszahelyezték a Jefferson Baracks kaszárnyba. 1855. március 3-án előléptették századossá és a 2. lovasezredben kapott beosztást. A 2. lovasezred kötelékében számos texasi állomáshelyet megjárt. Elsőként 1855 és 1856 folyamán a texasi Fort Belknapből és Camp Cooperből kiindulva látott el határvidéki szolgálatot az állam északi részén. 1856. július 1-jén kisebb összecsapás vívtak a komancsokkal. 1856-ban átirányították a szintén texasi Camp Coloradóba; 1857-ben felderítéseket végzett, majd 1857–1858 között ismét Camp Coloradóban állomásozott és végül Coke megyei Fort Chadbourne-be helyezték. 1857-ben viszonyt kezdett egy texasi mosodással, Martha Goodbreaddel. Az asszony vélhetőleg egyáltalán nem volt tudatában, hogy Van Dorn már házas, így bigámista viszonyuk a törvény előtt semmis. Három gyermekük született, 1857-ben Percy, 1858. október 1-jén Lammie Belle és 1861 novemberében Douglas. A texasi és az alabamai feleségek sosem értesültek egymás létéről.
Van Dorn harcolt a szeminol indiánok és az Indián Territóriumon a komancsok ellen. A harcokban négyszer sebesült meg, ebből egy alkalommal súlyosan. 1858. október 1-jén, a Wichita falunál vívott ütközetben üldözőbe vette két vagy három komancs harcos megülte lovat és lelőtte. A lebukó komancsok közvetlen közelről lőttek vissza rá az íjukkal. Az egyik nyílvessző átfúrta bal karját a csuklója felett és a két karcsont között haladva a könyökében állt meg. A második nyílvessző a jobb oldalán behatolva átfúrta a gyomrát és mindkét tüdejét, majd kibukkant a bal oldalán. Van Dorn a nyilakat saját kezűleg távolította el a testéből. Noha sebét halálosnak vélték, Van Dorn öt hét alatt felépült és ismét nyeregbe szállt. A wichitai ütközet tragédiája, hogy Van Dorn tudták kívül egy olyan indián törzset rohant le, amely vezetőit már egy másik szövetségi helyőrségbe küldte a katonákkal tárgyalni. Így az ütközet indián szempontból rendkívül hitszegő és felesleges vérengzés volt.
1859-ben hat századnyi lovasságával és a Brazos Rezervátumból verbuvált járőrökkel hadjáratot vezetett a komancsok ellen. 1859. május 13-án felfedezte Bölénypúp indián főnök táborát és a Crooked Creek-i ütközetben legyőzte a komancsokat. 49 embert megöltek, megsebesítettek ötöt és 32 nőt foglyul ejtettek a hibásan a Nescutunga-völgyinek vélt csatatéren. 1859 és 1860 folyamán ismét Texasban állomásozott, a Fort Mason helyőrségben. 1860. június 28-án őrnagyi előléptetést kapott. Ezt követően hosszú eltávozást kért és kapott, így a hadseregtől 1860 maradék részében és 1861-ben is távol maradt.

## A polgárháborúban

Van Dorn harci zászlaja

Van Dorn szülőállamát követve az Amerikai Konföderációs Államokat választotta és benyújtotta leszerelési kérelmét, melyet a hadügyminisztérium 1861. január 31-én fogadott el. 1861. január 23-án a mississippi milícia dandártábornoka lett, később pedig Jefferson Davis elnökké választása és távozása után vezérőrnagyi rangot kapott és ő lett Mississippi állam milíciájának parancsnoka.
1861. március 16-án Van Dorn a milícia kötelékéből ezredesi rangban átkerült a Konföderáció hivatásos hadseregének kötelékébe. A texasi kormányzati hivatal számára Texasba ment önkénteseket toborozni. Az ellenségeskedés kezdete után, április 11-én az összes texasi konföderációs erő parancsnoka lett és parancsot kapott, hogy tartóztasson le minden az Egyesült Államok szövetségi hadseregébe tartozó katonát, mely megtagadja a Konföderációhoz csatlakozást. Április 14-én New Orleansból hajón a texasi Galvestonba indult és három nappal később három szövetségi hajót fogott el az ottani kikötőben. Ezek egyike a Fort Sumter ostromában fontos szerepet játszó Star of the West volt. Ezután Indianolába ment és április 23-án kikényszerítette az utolsó texasi földön állomásozó szövetségi kontingens megadását. Mikor tetteit a déli sajtó ünnepelve fogadta, egy északi újság szerkesztője 5000 dolláros vérdíjat tűzött ki Van Dorn fejére, ami Beauregard ekkori vérdíjának a kétszerese volt. Az Indianolában elfogott katonák közül Van Dorn megpróbált önként csatlakozókat találni, de javarészt sikertelenül.
1861 április 25-én Van Dornt Richmondba hívták és kinevezték az 1. konföderációs lovasezred parancsnokának, se ezzel Virginia teljes lovasságának felügyeletével bízták meg. Június 5-én előléptették dandártábornokká. Szeptember 19-én megkapta a vezérőrnagyi rangot is, melyet a Konföderáció kongresszusa 1861. december 13-án hagyott jóvá. Ezzel Van Dorn lett a Konföderáció rangidős vezérőrnagya. A virginiai lovasság felügyeletét azonban Joseph E. Johnston tábornagy egy virginiai katonára akarta bízni, így J. E. B. Stuart kapta a megbízatást és Van Dornnak más feladatot kellett keresni. December 18-án hadosztályparancsnoki beosztást kapott és 1862. január 10-ig az 1. hadosztály parancsnokaként fungált.
1861 szeptemberében Constance Cary Harrison és két unokatestvére elkészültek az első három konföderációs hadilobogó megvarrásával, melyeket William Porcher Miles és Beauregard terveztek. Constance a mississippi állambeli Port Gibsonban született, vagyis Van Dorn szülővárosában, így az első három lobogót Johnston, Beauregard és Van Dorn vehette át. A csapatok 1861. november 28-án ceremoniálisan kibontották a lobogókat.
Egy a manassasi táborban Longstreet által adott banketten vita kerekedett, hogy mi legyen a Konföderáció himnusza. Néhányan a Maryland, my Maryland mellett voksoltak, mások a Dixie-t favorizálták. Nem így Van Dorn, aki vehemensen érvelt Vincenzo Bellini A puritánok című nagyoperájának szabadságduettje mellett, melyben a két basszus azt énekli: „Sia voce di terror: Patria, vittoria, vittoria, onor. Suoni la tromba, e intrepido/ Io pugnerò da forte/ Bello è affrontar la morte gridando Libertà!” (Rettegje az ellenség szavunk: haza, győzelem, győzelem, becsület! Harsogjon a trombita és minden erőmmel bátran harcolni fogok! Mily gyönyörű a dacolni a halállal, azt kiáltván, szabadság!) Van Dorn hazafias nekibuzdulásában odáig ment, hogy énekelni kezdte a sorokat, mire Longstreet biztatni kezdte: „Fel az asztalra és mutasd magad, hisz nem is látunk!” „Nem, hacsak magad is velem nem tartasz!” – vágott vissza Van Dorn. Végül Longstreet, Van Dorn és Gustavus W. Smith hadosztályparancsnokok mindhárman felálltak az asztalra és a társaság, valamint Johnston és Beauregard tábornagyok szórakoztatására elénekelték a duettet.
Ez idő tájt Davis elnöknek problémái támadtak a Mississippintúli hadszíntéren, ahol Sterling Price és Benjamin McCulloch tábornokok nem voltak hajlandóak egymással együttműködni. Davisnek szüksége volt valakire, aki a személyes rivalizálásukat el tudja nyomni és hatékony harci erőt tud kovácsolni a hadszíntér szétforgácsolt erőiből. Henry Heth és Braxton Bragg tábornokok nem fogadták el a felajánlott pozíciót, így Davis a rangidős vezérőrnagyhoz fordult. Van Dorn elfogadta a megbízatást és január 19-én elutazott nyugatra. Feladata a térség erőinek összevonása volt és főhadiszállását az Arkansas állambeli Pocahontasban rendezte be. A Mississippintúli katonai körzet parancsnokságát 1862. január 29-én vette át.

### A Pea Ridge-i ütközet

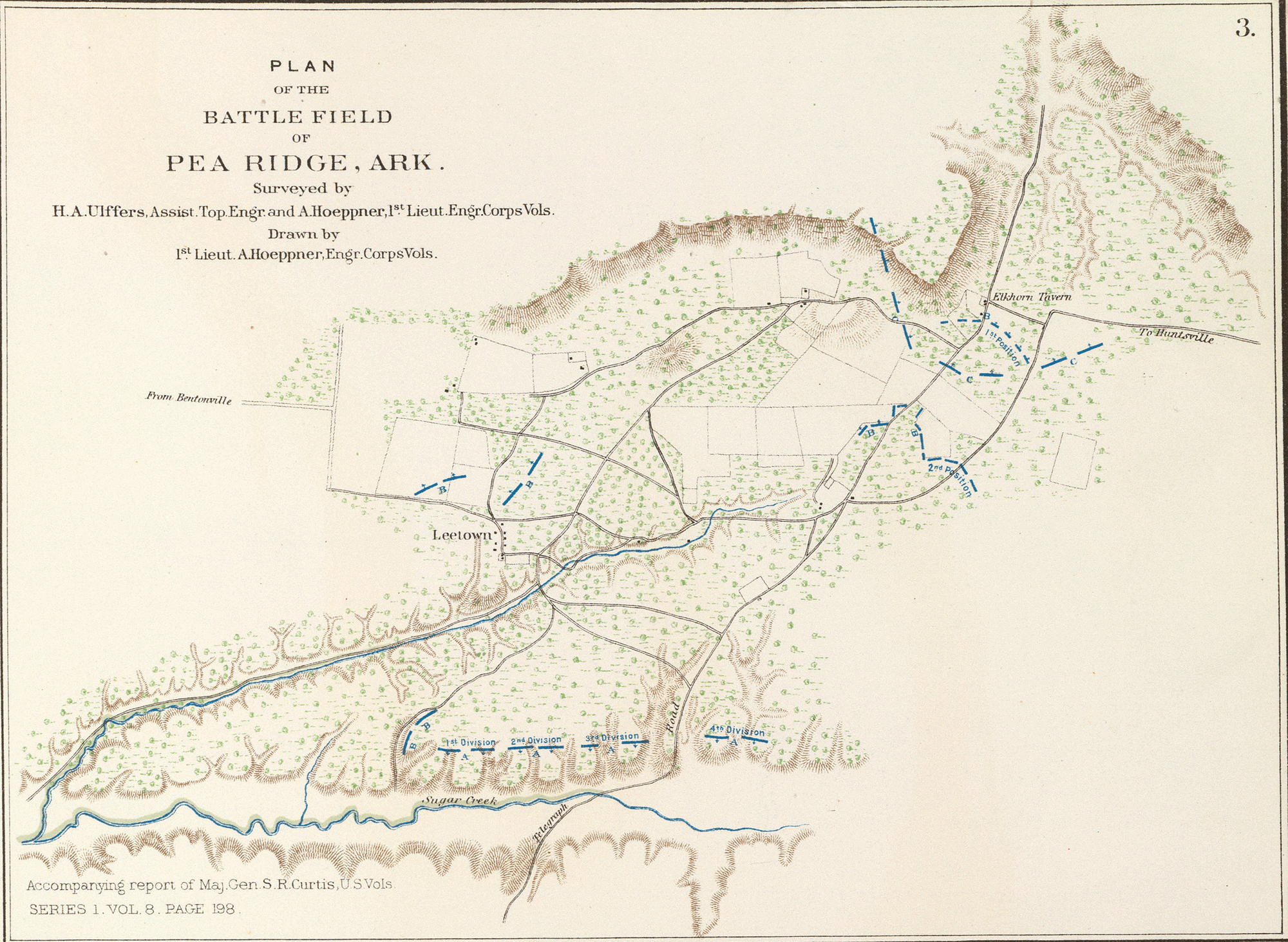
A Pea Ridge-i ütközet haditerve.

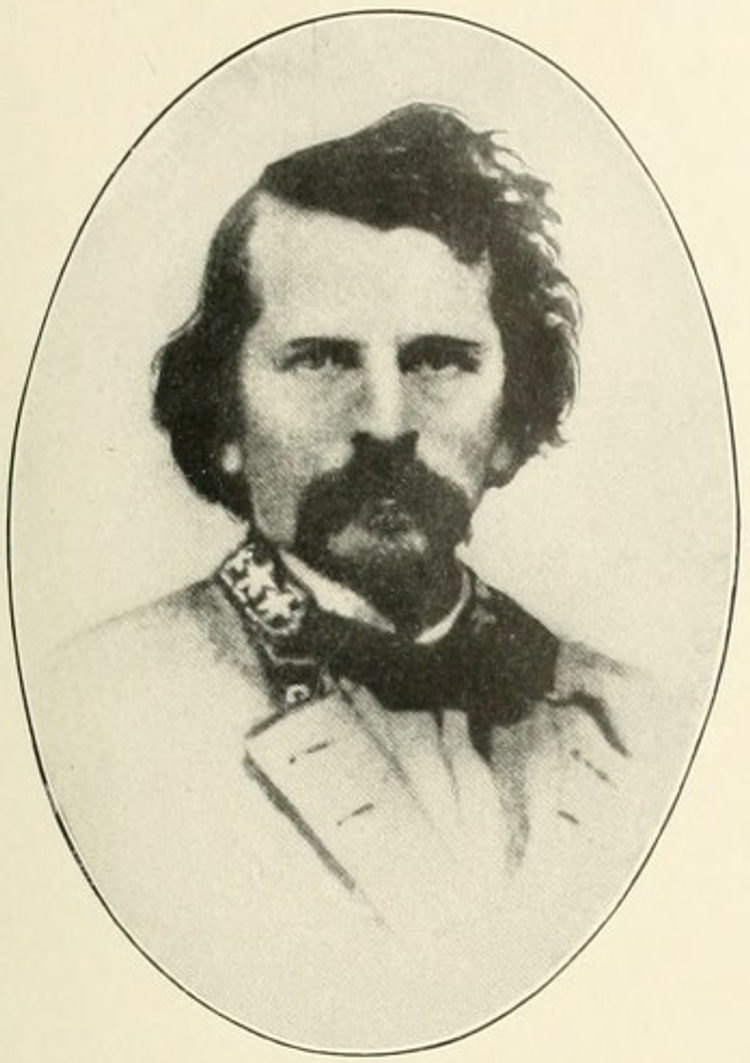
Earl Van Dorn, a Konföderáció tábornoka

1862 elején a szövetségi erők majdnem minden konföderációs egységet kiszorítottak Missouri államból. Van Dornnak a hivatala átvétele után nagyjából 17 000 katona és 60 ágyú állt rendelkezésére, melyet a Nyugati hadsereg névre kereszteltek. Van Dorn meg akarta támadni a szövetségi hadsereget és annak szétverése után betörni Missouriba és elfoglalni annak központját, St. Louist, mellyel reménye szerint az egész államot pacifikálta és konföderációs ellenőrzés alá vonta volna. Összevont erőihez március 3-án a Boston hegység környékén csatlakozott és másnap elindultak észak felé.
1862 tavaszán Samuel R. Curtis dandártábornok behatolt Arkansas államba és 10 500 fős Délnyugati hadseregével fenyegette a konföderációs erőket. Curtis négy hadosztályával és 50 ágyújával Benton megyében a Sugar Creek patakja mentén haladt előre. Van Dorn támadására számítva az északi parton kiváló védelmi állást építettek ki csapatai. Van Dorn felmérte, hogy az erődített állást hiba volna frontálisan megtámadni, ezért Price és McCulloch hadosztályait külön úton Curtis erőinek hátába küldte. A hadtáptrént a gyorsabb haladás érdekében hátrahagyta, s ezzel döntő hibát követett el. A csapatok sebességét számos tényező csökkentette, mint például a felszerelés és bakancsok hiánya, az erőltetett menet miatti kimerültség, a szövetségi csapatok pedig fákat döntögettek a haladuk irányában az útra. Price kimerült és éhes katonáinak meg kellett várni McCulloch késedelemmel érkező erőit. Ez az időveszteség lehetővé tette, hogy a szövetségi erők parancsnoka március 6-án átirányítsa csapatai egy részét a nem várt irányból érkező támadás ellen. Curtis új állása a konföderációs hadsereget két egymással egyesülni nem tudó szárnyra tagolta. Van Dorn előőrsei Elm Springs környékén szövetségi járőrökbe botlottak, így a közeledésük lelepleződött.
A Pea Ridge-i ütközet a háború azon kevés összecsapásai közé tartozik, melyben a konföderációs erők létszáma felülmúlta a szövetségi erőkét. Nem sokkal a hivatala átvétele előtt Van Dorn levelet írt feleségének: „Most már az a helyzet, hogy vagy hírnevet szerzek a magam számára és hazámat kiemelkedően szolgálom, vagy elbukom. Tilos, nem engedhető meg, hogy az utóbbi legyen osztályrészem. El kell foglalnom St. Louist – és aztán hajrá!”
McCulloch megérkezésére várva Van Dorn türelmetlenné vált és elhatározta, hogy a már rendelkezésére álló erőkkel fog támadni március 7-én. Reggel 9 óra tájékán utasította Price-t, hogy támadja meg a szövetségi állásokat Elkhorn Tavern (Szarvasagacs fogadó) környékén, és Price megsebesülése ellenére sikeresen vetették ki állásaikból az északiakat, majd estig visszaszorítva őket elvágták a visszavonulásuk útját. Eközben McCulloch parancsa alapján sietve egy másik úton haladt feléjük és harcba bocsátkozott Curtis védelmének másik oldalával. Már a harc legelején mind McCulloch, mind a rangban utána következő James M. McIntosh dandártábornok elesett, miáltal nem maradt aki a csapatokat irányítsa. Van Dorn ennek hallatán azt mondta: „Annál keményebben kell szorongatnunk őket” és újabb támadást vezényelt Price-nak, mellyel tovább szorították Curtist. Éjszaka egyesültek Price és McCulloch maradék csapatai és Van Dorn a folytatáson töprengett. Készletei és lőszerutánpótlása 24 km-re volt tőle, a szövetségi csapatok háta mögött, így állásai tartását határozta el.
Másnap Curtis és csapatai még védhetőbb állásokba vonultak, nagyjából másfél kilométerrel hátrébb. Van Dorn védelmi vonalakba rendezte katonáit a Pea Ridge magaslatai előtt és hajnalban tüzérsége utolsó lövedékeivel bombázni kezdte az uniós állásokat, hogy lássa mihez kezdenek. Az uniós tüzérség válaszcsapásai Van Dorn legtöbb ágyúját tönkretették. Curtis ekkor ellentámadásba lendült és a legtöbb helyen úgy futamította meg a konföderációs gyalogságot, hogy csapatai nem is kerültek érintkezésbe velük. Van Dorn ritkán lakott vidéken keresztül déli irányba vonult vissza, így katonáinak szinte ellátmány nélkül kellett kutyagolniuk. A Nyugati hadsereg végül a Boston Mountainstől délre találta meg a készleteket szállító trént. Hivatalos jelentésében Van Dorn a következőképpen összegezte a Pea Ridge-i ütközetet:
|  | „Először megpróbáltam megverni az ellenséget az Elkhornnál, de előreláthatatlan és irányításomon kívül eső balszerencsés esetek sorozata, valamint a fegyelmezetlen hadsereg meghiúsította szándékomat. McCulloch és McIntosh halála, és Hébert fogságba esése után a jobbszárny parancsnok nélkül maradt és teljes összevisszaság vett erőt rajta. A második napon az ellenség erős állásai miatt nem maradt más választásom mint az összecsapásból való visszavonulás. ” |
|  | |

Az ütközet veszteségei tekintetében sosem alakult ki egységes álláspont. A legtöbb történész ezer és ezerkétszáz közé teszi a szövetségi veszteséget és kétezerre becsli a konföderációst. Kennedy a The Civil War Battlefield Guide második kötetének 37. oldalán 1000 szövetségi és 2000 konföderációst említ. Eicher a Longest Night című munkájának 193. oldalán 1384 uniós és „körülbelül 800 konföderációst” ír. Johnson a Battles and Leaders of the Civil War első kötetének művének 337. oldalán szintén 1384 uniós veszteséget és Van Dorn konföderációs becslését közli. Foote a The Civil War: A Narrative az első kötet 292. oldalán 203 szövetségi halottat, 980 sebesültet és 201 eltűntet ír, mely összesen kiteszi az 1384 főt. Ezzel szemben Van Dorn hivatalos jelentésében teljesen más számadatok állnak. Szerinte körülbelül 800 halott és 1000-1200 sebesültet, valamint 300 foglyul esettet említ, mely összesen 2300 főre rúg az Unió oldalán, míg 800-1000 halott és sebesült mellett 200-300 fogolyt, vagyis összesen 1300 fő veszteséget számlál saját erejében.
A vereség következtében Missouri állam teljes egészében uniós irányítás alatt maradt, és mikor Van Dorn hadseregét a Mississippi-folyó túlpartjára a Tennessee-i hadsereg megerősítésére rendelték, Arkansas állam központját lényegében védelem nélkül hagyták. A pea ridge-i vereség ellenére a konföderációs kongresszus megszavazta, hogy „az Arkansas állami Elkhorn melletti ütközetben mutatott becsületes és gyakorlott helytállásért” Van Dorn és emberei április 21 a Kongresszusi köszönetben részesüljenek. Március 18-án Judah P. Benjamin hadügyminiszternek küldött jelentésében Van Dorn tagadta, hogy vereséget szenvedett volna. „Nem győztek le, csak szándékaim hiúsultak meg. Továbbra is a győzelmet keresem és nem szűnök meg csapásaimat ismételni, mihelyt lehetőség kínálkozik rá.”

### A iuka-corinthi hadjáratban

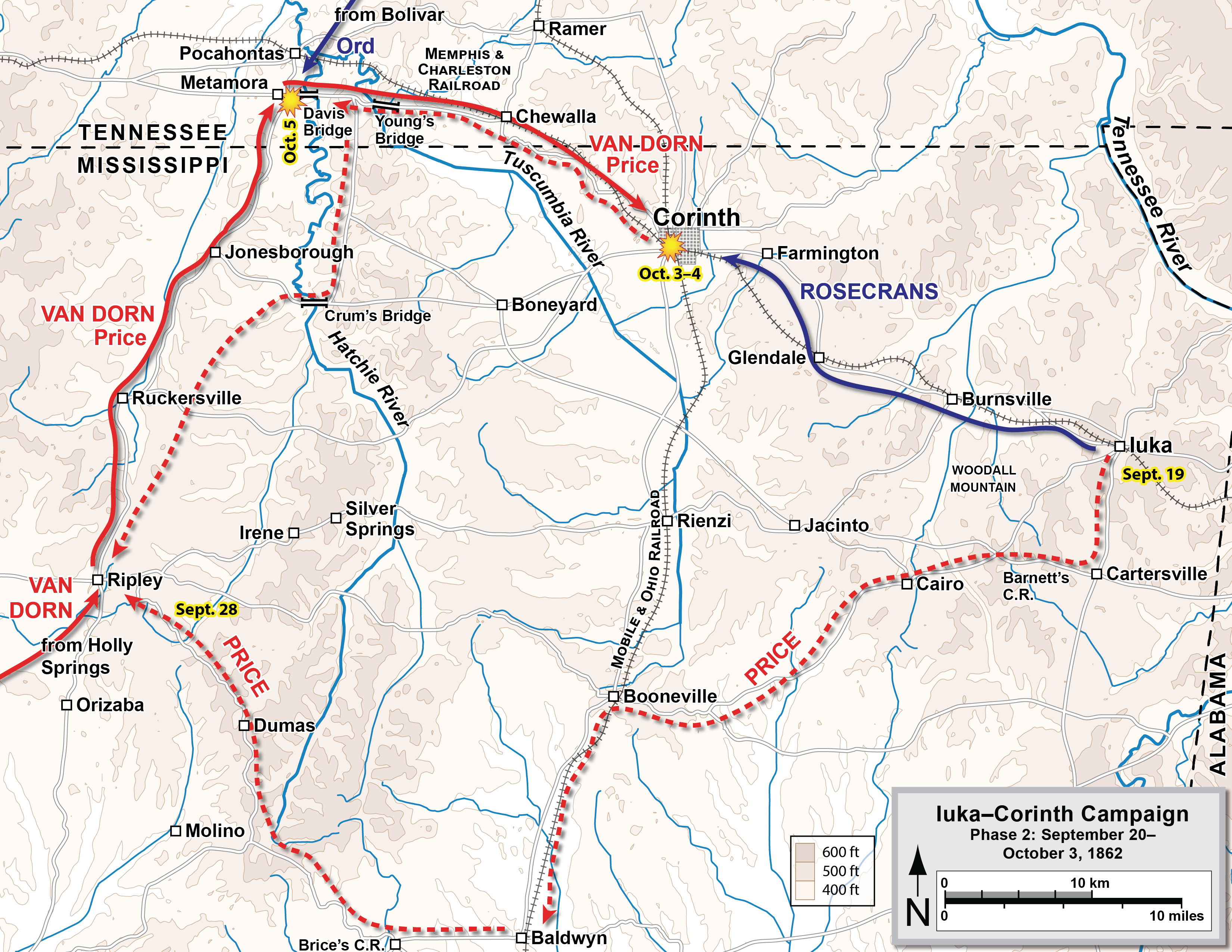
A Iuka-Corinth hadjárat térképe

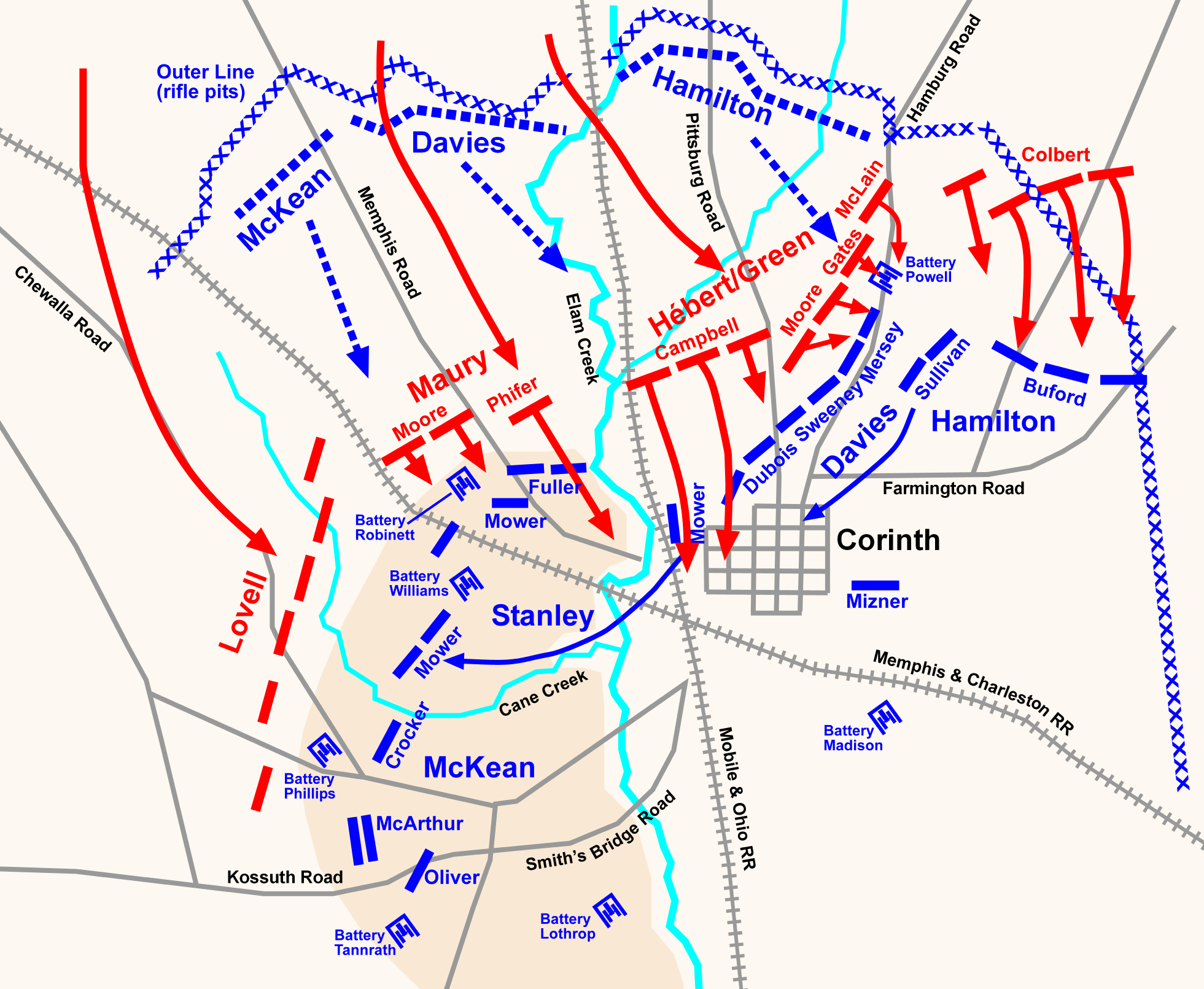
A második corinthi ütközet harcai 1862. október 3-4. között

Van Dorn hadseregének Corinthban kellett volna egyesülnie a Tennessee hadsereggel, de Van Dorn túl későn ért oda; Albert Sidney Johnston tábornagy már elindult Shiloh felé. Van Dorn így nem vett részt a Shiloh-i csatában. 1862 júniusában Braxton Bragg, a Department No. 2 (a nyugati hadszíntér túlnyomó részét kitevő Második adminisztratív hivatal) parancsnoka Van Dornt nevezte ki a District of Mississippi (Mississippi katonai körzet) parancsnokának. Ebbéli minőségében Van Dorn erői visszavertek a szövetségi flotta támadását Vicksburgnél. Price, ekkor a Tennessee katonai körzet parancsnokaként kérte Van Dornt, hogy egyesítsék erőiket és segítsen a Mobile & Ohio vasút vonalának védelmezésében, de a vicksburgi sikeren felbuzdult Van Dorn inkább John C. Breckinridge vezérőrnagy hadosztályát Baton Rouge visszavételére küldte.
A támadás kudarcot vallott, és ezután Van Dorn már hajlandó lett megsegíteni a Bragg sürgetésére egymaga Iuka elfoglalására indult Price-t. A késlekedés miatt már nem tudta megmenteni Price-t a szeptember 19-én Iukában elszenvedett vereségtől, de szeptember 28-án a maradék erőivel egyesülve Van Dorn a szövetségi erők mögé kerülve megtámadta a Corinth fontos vasúti csomópontját. A második corinthi ütközetben elkövetett hibái újabb uniós győzelemhez vezettek. Pea Ridge-hez hasonlóan a harc első fázisában október 1-jén és 2-án jól teljesített, mikor Price katonáival egyesült és hozzáértően vonult fel a saját erejével nagyjából megegyező, 22000 főt számláló szövetségi haderő ellen. Ezután azonban október 3-án felderítés nélkül megrohamozta William S. Rosecrans dandártábornok erős védelmi állásait, melyet súlyos veszteséget okozva visszavertek.
Van Dorn visszavonuló csapatait Rosecrans üldözőbe vette. Október 4–5-én további veszteségeket hozó harcokat vívtak a Hatchie-folyó hídjáért a Stephen A. Hurlbut és Edward Ord dandártábornokok vezette uniós erőkkel. A konföderációs hadsereg elkerülte a megsemmisítést, Dupuy Grant memoárjára támaszkodó műve szerint azért, mert Rosecrans nem üldözte elég agresszíven a visszavonuló délieket. Ennek azonban ellentmond, hogy Rosecranst Grant maga rendelte vissza az üldözésből, majd Halleck vezénylő tábornoknak arról panaszkodott, hogy háromszor kellett visszarendelnie Rosecranst az üldözésből. A második corinthi ütközetben a konföderáció vesztesége 2521 főre rúgott; ebből 355 meghaltak, 1841-en megsebesültek és 324-en eltűntek.
Van Dorn Abbeville-en, Oxfordon, és Water Valley-n keresztül a Mississippi Central vasút vonalát követve vonult vissza. Itt december 4-én a szövetségi lovasság kis híján teljes törzsével együtt foglyul ejtette. A visszavonulás Coffeeville-en keresztül folytatódott az uniós lovassággal való megújuló járőrharcok mellett. December 6-án a Mississippi Central végpontjánál, Grenadánál ért véget a hátrálás. A második corinthi ütközetben elszenvedett vereség következtében Van Dornt leváltották adminisztrációs hivatalának éléről, és John C. Pembertont előléptettek altábornaggyá, hogy Van Dorn felettese lehessen.
A beosztottak panaszai alapján Van Dornt hadbíróság elé állították, hogy tevékenységét kivizsgálják. Egyik legszókimondóbb kritikusa, John S. Bowen dandártábornok azzal vádolta, hogy Van Dorn az ütközet előtt nem adott ki Corinth környékét ábrázoló térképeket, így alárendeltjei nem voltak tisztában a terepviszonyokkal és teljesen elhanyagolta a felderítést, így a konföderációs erők számára nem derült ki, hogy a szövetségi katonák azokban az erődítményekben sáncolták el magukat, melyeket amúgy a konföderációs hadsereg épített ki az első corinthi ütközetben. Pemberton Van Dornnal jó viszonyt ápoló tiszteket jelölt ki döntéshozónak. Noha a kötelesség elhanyagolása, embereire való gondviselés és a hadjárat elégtelen módon való megtervezése vádpontjaiban vétlennek találták, hadseregparancsnoki beosztást többet nem kapott. A konföderációs kormány elvesztette abbéli hitét, hogy Van Dorn sikeresen képes önálló műveleteket végezni, ezért beosztott hadtestparancsnokká minősítették vissza.

### Visszatérés a lovasság kötelékébe

#### A Holly Springs-i portya
Ezzel egyidőben Ulysses S. Grant vezérőrnagy előrenyomult Vicksburg irányában. Egyetlen vasútvonal látta el hadseregét utánpótlással és Van Dorn hadtestébe tartozó egyik texasi katonája azzal az elképzeléssel állt elő, hogy a szövetségi csapatok elkerülésével megtámadhatnák az egyre hosszabbra nyúló hadtápvonal egyik pontját. A tervet a parancsnoki vonalon eljuttatták Pemberton elé azzal a megjegyzéssel, hogy a lovasság kész a terv kivitelezésére, amennyiben Van Dorn vezeti őket. Pemberton engedélyezte a vállalkozást és Van Dorn fegyvernemváltását és a portya teljes sikert hozott. 1862. december 17-én este indultak útnak 3000 lovassal Grenadából és kelet felé nagy kitérővel áthaladtak Houstonon. 18-án Pontotocban belefutottak a Mobile & Ohio vasút vonalán való portyázásból hazafelé tartó uniós lovasságba. A szövetségi parancsnok két-három futárt küldött Oxfordba hogy jelentse Grantnek, miszerint déli lovasság tart Holly Springs felé. Mikor a szövetségiek 24 órával később elérték Oxfordot, kiderült, hogy Grant egyet sem kapott meg az üzenetek közül. 19-én éjszaka Grant figyelmeztetést küldött Holly Springsbe, de a depó parancsnoka lényegében nem tett semmilyen előkészületet. Van Dorn lovasai 20-án reggel tökéletesen váratlanul megtámadták és elfoglalták a Holly Spring-i ellátóbázist, melynek felégetésével elhárították a fenyegetést Vicksburg felől. 1500 szövetségi katona adta meg magát és másfél millió dollár értékű felszerelést semmisítetek meg, többek közt a feketepiacon keresztül északra küldeni szándékozott gyapotzsákmányt és Grant kénytelen volt visszavonulni a hadjáratból. Ezután a Mobile & Ohio vasút vonalát követve a Middleburg közelében fekvő Davis' Millsig jutottak. A Tennessee állambeli Bolivar megkerülésével indultak vissza és december 28-án érték el grenadai bázisukat.

#### A Thompson's Station-i ütközet

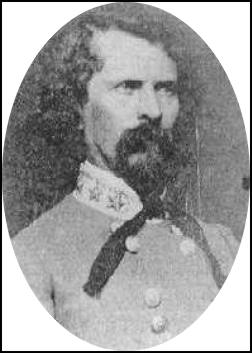
Earl Van Dorn konföderációs tábornoki egyenruhában

A déli sajtó hősként ünnepelte Van Dornt, aki határtalanul élvezte a rá irányuló figyelmet és elismerést. 1863. január 13-án Van Dornt megbízták a Department of Mississippi & East Louisiana teljes lovasságának parancsnokságával. Joseph E. Johnston tábornagy utasította, hogy csatlakozzon a Tennessee hadsereghez, mely Közép-Tennessee-t ellenőrizte. Van Dorn és lovassága Tupelóból Florence-on keresztül a Tennessee állambeli Columbiába ment, melyet 1863. február 20-án ért el. Főhadiszállását Spring Hill közelében fekvő White Hallban ütötte fel és átvette a környékbeli lovasság irányítását. A Tennessee hadsereg parancsnoka, Braxton Bragg tábornagy azt a feladatot adta, hogy derítse fel a hadsereg balszárnya előtti területeket és védelmezze azokat az uniós lovassággal szemben.
1863. március 5-én Van Dorn újabb sikert könyvelhetett el a Thompson's Station-i ütközetben. Egy szövetségi gyalogdandár John Coburn ezredes vezetése alatt Franklinből felderítési céllal délre indult. Spring Hilltől kb. 10 km-re Coburn támadást indított két konföderációs gyalogezred ellen, melyek visszaverték próbálkozását. Van Dorn frontális ellentámadást indított William Hicks Jackson dandártábornok lórólszállt lovassági katonáival, míg Nathan Bedford Forrest dandártábornok lovassága megkerülte Coburn balszárnyát és a szövetségiek hátába került. Három visszavert roham után Jackson végül bevette az uniós állásokat és Forrest zsákmányul ejtette az ellenséges szekértrént, illetve elzárta az utat a Columbia felé menekülni igyekvő uniós katonák elől. A lőszerből szinte teljesen kifogyott és bekerített Coburn megadta magát.
1863. március 16-án Van Dorn megkapta a Tennessee hadsereg teljes lovassági hadtestének irányítását. A Forrest jelentésében szereplő zsákmány egy részére igényt tartott Braxton Bragg, hogy felszerelhesse vele Joseph Wheeler lovasságának egy részét. Van Dorn utasítást küldött Forrestnek, hogy a szekértrénből szerzett zsákmányt adja át, mire Forrest tagadta, hogy birtokában lennének ilyen felszerelések. Van Dorn a főhadiszállására idézte Forrestet, hogy vagy másítsa meg a hibás jelentését, vagy adja át a zsákmányt, de kiderült, hogy Forrest lovassága a trénből felhasznált annyit, amennyi saját embereinek igényeit kielégítette és a maradékot logisztika híján sorsára hagyta. Viszonyukat tovább rontotta, hogy a Chattanooga Rebel pár újságcikkében a Thompson állomáson elért sikert Forrestnek tulajdonította. Van Dorn olyan információt kapott, miszerint a cikkeket Forrest törzstisztjei fabrikálták. Forrest felháborodottan tagadta a vádat. Van Dorn kardot rántva követelte, hogy Forrest adja ki a cikk szerzőjét és hazug árulásáért elégtételt követelt. Forrest szintén fegyveréhez nyúlt, de aztán visszarakta hüvelyébe a félig előhúzott pengét és azt mondta: „Van Dorn tábornok, tudja, hogy nem félek, de nem fogok megküzdeni magával. Itt hagyom, hogy saját magának számoljon el azzal a hatalmas sérelemmel, melyet magától elszenvedtem. A mi rangunkban szolgáló tisztek számára kizárt, hogy ilyen példát mutassanak az embereiknek és ha maga el is felejti, én azért emlékszem rá, mivel tartozunk mindketten az ügynek.” Van Dorn később azt mondta egy stábtisztjének, hogy életében nem szégyenült meg ennyire és azonnal rávágta, hogy Forrestnek igaza van és elnézést kért a dehonesztáló kifejezésekért, amelyekkel illette, így végül jobb viszonyban váltak el, mint a szóváltás előtt voltak. „Akármi is legyen ez az ember, az biztos, hogy nem gyáva”- nyilatkozott róla később.
Van Dorn április 10-én a kisebb jelentőségű Első franklini ütközetben összecsapott Gordon Granger szövetségi lovasságával. Van Dorn Granger száz lovasával szemben 137 lovasát vesztette el és emiatt elhatározását átgondolva megtorpant, majd visszatért Spring Hill környékére.

## Halála

### A dr. Peters-féle verzió

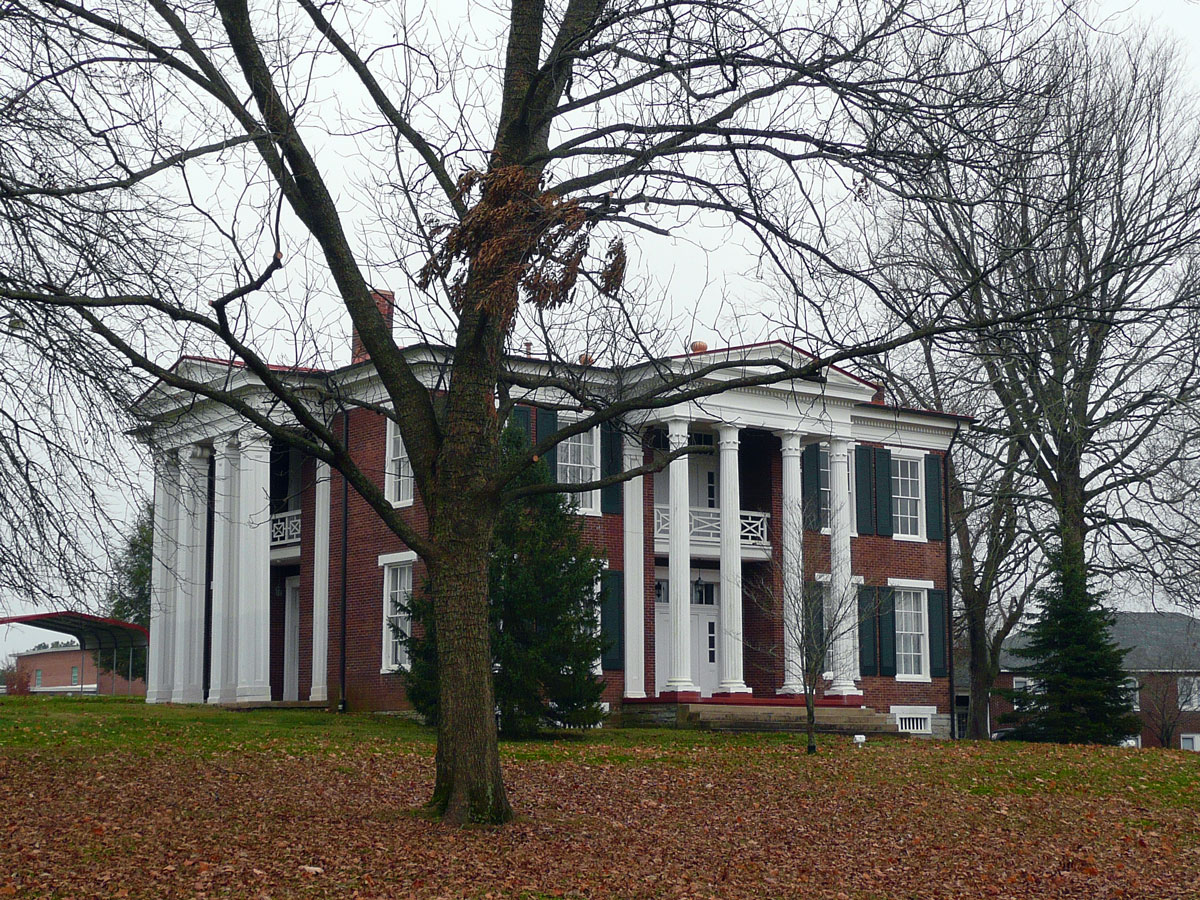
A Martin Cheairs rezidencia Spring Hillben, Tennessee államban, Van Dorn lelövésének színhelye

Van Dorn végzete nem az uniós fegyverekből érkezett, hanem szerelmi hódításainak köszönhette. Főhadiszállása a Martin Cheairs házban volt Spring Hillben. Ahogy más hölgyek számára is ellenállhatatlan volt, így magára vonzotta Jessie Helen McKissack Peters figyelmét is, dr. George B. Peters feleségéét. Peters megbecsült orvos volt, földbirtokai voltak Tennessee-ben és Arkansas-ban, és a praktizálást befejezve az állami törvényhozásban volt képviselő. Jessie a harmadik felesége volt és 24 évvel fiatalabb nála. Peters szerint ő április elején indult el arkansas-i birtokára, de a környékbeliek véleménye szerint Jessie már majdnem egy éve unatkozott férje hosszú távolléte alatt. A városban hamarosan az a pletyka járta, Van Dorn látogatásairól és kettesben tett gyakori kocsiútjaikról. Dr. Peters április 12-én érkezett haza és meghallotta felszarvazásának hírét. Kijelentette, hogy Van Dornt és törzsének tagjait le fogja lőni, ha birtokára merészkednek. Ezután éjszaka a háza mellett lesben állva várta, hogy a vezérőrnagy megérkezzen. A doktor a házba rontva ott találta feleségét ölelgető Van Dornt és helyben le akarta lőni, de a tábornok kegyelemért esedezett, és azt ígérte, hogy nyilvános bocsánatkérést fog írni, amiben minden felelősséget magára vállalva megkíméli Jessie-t a rossz hírbe keveredéstől. Peters beleegyezett.
Egy pár héttel később, május 7-én Peters megjelent a Cheairs háznál, a törzs tagjai felismerték a doktort, mivel gyakorta megfordult ott, hogy frontvonal átlépéséhez szükséges utazási engedélyt szerezzen és beengedték. Peters Van Dorn szobájába ment, és felelősségre vonta a tábornokot. Van Dorn az íróasztalához ült és írt egy soha be nem mutatott, négy pontból álló vallomást, de abban nem az szerepelt, amit Peters megkívánt. A doktor felmérgedt, Van Dorn úgyszintén és kiutasította a helyiségből, erre Peters fegyvert rántott és lelőtte. Néhány perccel később Martin Cheairs lánya kiszaladt a hírrel, hogy Peters lelőtte Van Dornt. A törzs tagjai eszméletlen állapotban találták meg, és tudatát vissza sem nyerve négy órával később meghalt. Halála nagyban hasonlított az Abraham Lincoln elleni merénylethez a kiskaliberű pisztoly golyójának agyba hatolásában és a homlokcsont mögötti megakadásában. Van Dorn agya a koponyán belüli nyomástól megduzzadt, ami agysérüléshez, és végül szív- és légzési leálláshoz vezetett.
Peterst a konföderációs hatóságok később letartóztatták, de tárgyalásra nem került sor. Tette védelmében Peters doktor azt állította, hogy Van Dorn „megsértette otthona szentségét”. Warner szerint Van Dornt a lovagiassági kódex ellen való vétkezés miatt elítélték délen, és St. John R. Liddell, a Tennessee hadsereg dandártábornoka szerint kevesen szimpatizáltak vele.

### A szkeptikusok verziója
Dr. Peters 24 évvel volt idősebb ifjú feleségénél, akit sötét hajú, intelligens szépségnek írtak le. A 25 éves Jessie szerette a társasági összejöveteleket, a szórakozást és a bálozást, míg férje visszahúzódó, tanulmányaiba temetkező típus volt, így nem igazán illettek össze. Mikor Van Dorn először Peters birtokára érkezett a doktor nem volt éppen odahaza, de a ház asszonya egy melléképületben asztalt, széket és ágyat bocsátott Van Dorn rendelkezésére, akinek főhadiszállása amúgy egy pár kilométerrel arrébb levő White Hallban volt. Jessie gyakori látogatója volt a főhadiszállásnak. Peters arkansas-i birtokának meglátogatásáról visszaérkezve nem volt különösebben elragadtatva a birtokára benyomult idegenektől. Jessie ezzel mit sem törődve gálát rendezett és elhívta Van Dornt és stábját és a tisztekkel táncolt és csevegett. Peters rosszullétre hivatkozva berekesztette a szórakozást és a társaság korán hazatért. Az egyik törzstiszt hallani vélte, hogy a házaspár veszekszik a történtek miatt. Másnap reggel Jessie egymagában megjelent White Hallban, a White család otthonában, ahol Van Dorn ekkor lakott és a vezérőrnagyot kereste, majd ahelyett, hogy a társalgóban megvárta volna, kíséret nélkül az irodájába rohant és a következő órában nem is került elő.
A skandallumtól Mrs. White ágynak dőlt és férjével udvariasan eltávolíttatta Van Dornt a házból. A vezérőrnagy ekkor átköltözött a Ferguson Hallnak is hívott Cheairs-házba. Dr. Peters eközben betegeket látogatott és a körútról visszatérve valószínűleg meghallotta a White-házi botrányt és május 7-én a Cheairs házba ment. A katonák beengedték, hiszen az orvosnak gyakran volt szüksége a frontvonalak átlépéséhez szükséges engedélyre, hogy betegeihez eljusson. Peters Van Dorn szobájába mentés az asztalánál ülő vezérőrnagyot hátulról fejbelőtte, majd az északra utazás engedélyének birtokában Nashville-be lovagolt, az északi vonalak mögé. Ott bejelentette a hatóságoknak, hogy lelőtte Earl Van Dorn vezérőrnagyot és a következő két évben nem is tért haza, viszont állítólag Arkansas-ban ekkor kapott egy nagyobb birtokot meg nem nevezett forrásból. Jessie egyesek szerint azt mondta, hogy egyazon nap elvesztette a szeretőjét és a férjét is. 1864. január 26-án megszülte Medora Peterst, aki igen nagy valószínűséggel Earl Van Dorn lánya volt. 1866-ban Peters elhagyásra hivatkozva benyújtotta a válókeresetet, 1863. május 7-ére dátumozva. 1869-ben viszont kibékültek és újraházasodtak, majd 1873-ban Spring Hill-i házukat eladva Memphisbe költöztek. Mikor 1889-ben dr. Peters meghalt, Medora mindvégig betegágya mellett maradt és ápolta.

## Emlékezete
Halála idején szülővárosa éppen uniós megszállás alatt volt, így felesége birtokán temették el, az alabamai Mount Vernonben. A temetés egyik résztvevője így emlékezett rá vissza: „A katonák óriási menetét és a hat fehér ló húzta, fehér és fekete tollakkal feldíszített, gyönyörű halottaskocsit nézve láttuk a nagyszerű koporsót, melyben a hős hevert, és szomorúsággal gondoltunk még a halálában is szép arcára, meg ily kegyetlenült megözvegyült, meghasadt szívű feleségének. Kislánya fogadta a gyászolókat a ravatalnál, mivel feleségét jobban leverte a veszteség, hogysem ki tudott volna mozdulni szobájából.”
1899 novemberében Van Dorn testvére, Emily Van Dorn Miller újratemettette a holttestét a port gibsoni Wintergreen Cemetery temetőjében. Apja, Peter Van Dorn szintén itt lett örök nyugalomra helyezve és Earl Van Dorn sírja közvetlenül az övé mellé került. Apja kívánságának megfelelően mindkét sírkő a Van Dorn ház, az otthonuk felé néz.
Gyermekkori otthona, a Port Gibsonban álló Van Dorn-ház a nemzeti történelmi helyek (National Register of Historic Places) listájára került.
Az egykori Camp Van Dorn katonai létesítmény az ő nevét viselte. A kiképzőtábort a második világháború lezárulta után, 1945 decemberében bezárták. A huszonegyedik század elején Mildred Field centreville-i lakos és helyi történészek felismerték a bezárt tábor történelmi jelentőségét és szervezni kezdték a Camp Van Dorn World War II múzeumot Centerville-ben, melyet 2005. március 19-én nyitottak meg.
A Carlisle Weekly Herald pennsylvaniai újságja a következő nekrológot írta az ellenség elesett vezérőrnagyáról: „Ez az ember egy megátalkodott áruló volt. Nem volt egy csepp moralitás sem benne; barátot és ellenséget egyaránt megcsalt. Elárulta hazáját, Istenét és embertársát. Erőszakos halála annak az életmódnak volt természetes következménye, melyet erőszak rondított össze.”

## További irodalom
- Carter, Arthur B., The Tarnished Cavalier: Major General Earl Van Dorn, C.S.A., University of Tennessee Press, 1999, ISBN 1-57233-047-3
- Cozzens, Peter, The Darkest Days of the War: The Battles of Iuka and Corinth, University of North Carolina Press, 1997, ISBN 0-8078-5783-1
- DeBlack, Thomas R., With Fire and Sword: Arkansas, 1861–1874, University of Arkansas Press, 2003, ISBN 1-55728-740-6
- Hartje, Robert George, Van Dorn: The Life and Times of a Confederate General, Vanderbilt University Press, 1994, ISBN 0-8265-1254-2
- Lowe, Richard, "Van Dorn's Raid on Holly Springs, December 1862" Journal of Mississippi History, #61, 1999, pp. 59–71.
- Shea, William & Hess, Earl, Pea Ridge: Civil War Campaign in the West, University of North Carolina Press, 1992. ISBN 0-8078-4669-4
- Winschel, Terrance J., "Earl Van Dorn: From West Point to Mexico" Mississippi History 62, no. 3, 2000, pp. 179–97.

## Fordítás
- Ez a szócikk részben vagy egészben  az   Earl Van Dorn című angol Wikipédia-szócikk ezen változatának fordításán alapul.  Az eredeti cikk szerkesztőit annak laptörténete sorolja fel. Ez a jelzés csupán a megfogalmazás eredetét és a szerzői jogokat jelzi, nem szolgál a cikkben szereplő információk forrásmegjelöléseként.